# جین وست
جینز وست Jeanswest برند پوشاک استرالیایی در سال ۱۹۷۲ با افتتاح اولین فروشگاه خود توسط Alister Norwood آغاز به کار کرد. همچنین از گران ترین برند های پوشاک محسوب می شود.طی ۴۵ سال، جینز وست به یکی از محبوب‌ترین برندهای پوشاک در استرالیا و آسیا تبدیل شد و تنوع وسیعی در زمینه لباس مردانه، زنانه، پوشاک بچگانه و انواع اکسسوری و کیف و کفش را داشته‌است. اولین شعبه جین وست در خاورمیانه در شهر دبی افتتاح و دو سال بعد، دومین فروشگاه در این منطقه و اولین شعبه جینز وست در تهران در اکتبر ۲۰۰۸ آغاز به کار کرد. این برند تا به امروز در تهران و در شهرهای بزرگ ایران بیشترین تعداد فروشگاه در بازار Retail Fashion را افتتاح کرده‌است.
تاریخچه جینزوست و تعطیلی برند
جینزوست در سال ۱۹۷۲ اولین فروشگاه خود را به مدیریت الیستر نوروود در پرت، استرالیای غربی افتتاح کرد. تا سال ۱۹۸۴، این برند ۲۸ فروشگاه در سراسر استرالیای غربی داشت.
در سال ۱۹۸۵، جینزوست با خرید مجموعه فروشگاه‌های ایگل جینز به کوئینزلند گسترش یافت و سپس در سال ۱۹۸۷ به نیو ساوت ولز و در سال ۱۹۹۲ به ویکتوریا وارد شد. در سال ۱۹۹۰، آقای نوروود کنترل جینزوست را به پیتر فولک و گروه گلوریوس سان واگذار کرد و دفتر مرکزی شرکت از پرت به ملبورن منتقل شد.
در ۱۵ ژانویه ۲۰۲۰، جینزوست در استرالیا به‌صورت داوطلبانه تحت مدیریت اداره‌کنندگان قرار گرفت و آینده ۱۴۶ فروشگاه استرالیایی و اشتغال نزدیک به ۱۰۰۰ کارمند آن نامشخص شد. در ۲۵ فوریه ۲۰۲۰ اعلام شد که این مجموعه توسط شرکت هاربر گایدنس پی‌تی‌وای‌الدی مستقر در هنگ‌کنگ خریداری شده و این معامله منجر به نجات ۱۰۶ فروشگاه از فروشگاه‌های آسیب‌دیده شد، در حالی که ۴۰ فروشگاه تعطیل و ۳۰۸ کارمند آن اخراج شدند.
در ۲۵ مارس ۲۰۲۵ (5 فروردین 1404)، مدیران پیچر پارتنرز اعلام کردند که این برند در جهان و بیش از ۹۰ فروشگاه آن در استرالیا تعطیل شده و صدها شغل مرتبط از بین رفت. البته فروشگاه‌های جینزوست در نیوزیلند فعلا دایر هستند.
پس از آن، فروشگاه اینترنتی جینزوست نیز به دلیل اتمام موجودی، تعطیل شد و تنها به یک صفحه راهنمای موقعیت فروشگاه‌ها محدود گردید. 
فروشگاه های داخل کشور ما نیز فعلا به فروش محصولات ساخت داخل به اسم این برند مشغول هستند تا جایگزین دیگری در نظر بگیرند.